# 崔涛
崔涛，中华人民共和国政治人物、全国脱贫攻坚先进个人。

## 生平
崔涛任勉县移民（脱贫）搬迁工作办公室副主任。因在脱贫攻坚战中作出突出贡献，2021年2月25日全国脱贫攻坚总结表彰大会上，崔涛被授予“全国脱贫攻坚先进个人”。